# Golovinski
Golovinski (Муниципальный округ Головинский) est un district municipal de la ville de Moscou, capitale de la Russie, dépendant du district administratif nord.

## Espaces verts
Trois espaces verts principaux sont situés dans ce district:

### Parc de Mikhalkovo
Le parc du manoir de Mikhalkovo, qui appartenait aux princes Dachkov et aux comtes Panine, s'étend sur 42,5 hectares, autour de l'étang inférieur et de l'étang supérieur de Mikhalkovo, ainsi que des étangs de Golovino (le supérieur, le grand et le petit). Le nom de Mikhalkovo provient du nom de famille des premiers propriétaires, les Mikhalkov, dont l'un des représentants était Ticha Mikhalkov, qui était trésorier du frère de Basile III, Dimitri. Au XVIIIe siècle, le domaine passe aux Dachkov et aux Panine. Dès le début du XIXe siècle, la production de draps est lancée sur le domaine. Des bâtiments de manoir néogothique et de ses dépendances conçus par l'architecte Vassili Bajenov, il ne reste aujourd'hui que les portails Est et Ouest, une partie du mur d'enceinte et des dépendances résidentielles, ainsi que deux petits pavillons en rotonde.

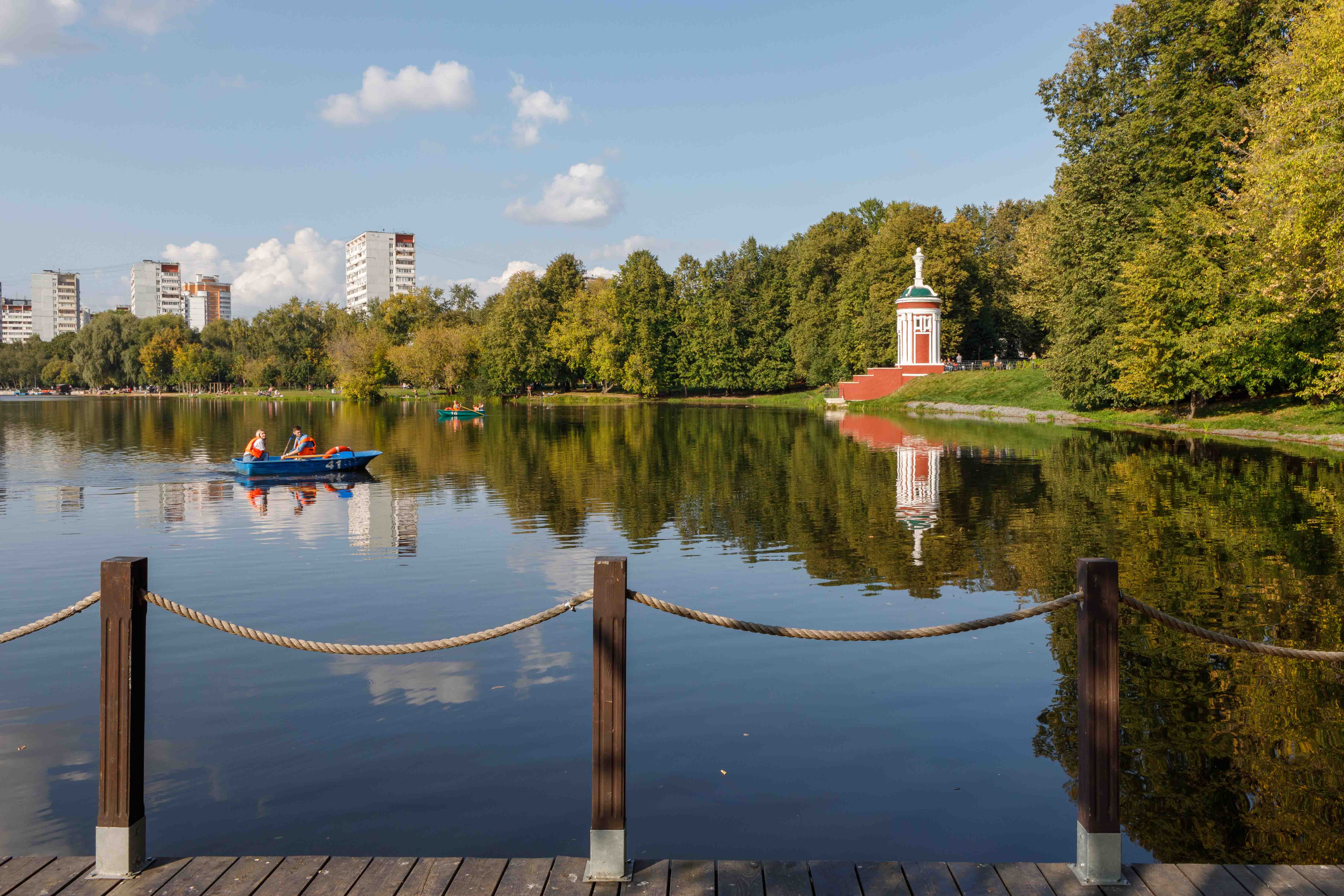
Le grand étang de Golovino.

Aujourd'hui, le domaine et son parc font partie du patrimoine culturel d'importance fédérale. Dans une partie du parc près des étangs de Mikhalkovo, une sculpture en plâtre est installée représentant l'héroïne partisane, Zoïa Kosmodemianskaïa. La famille de Zoïa Kosmodemianskaïa vivait non loin du parc, dans le quartier voisin de Koptevo. En face du monument, se trouve une plaque commémorative aux ouvriers liquidateurs de l'accident de Tchernobyl, originaires du quartier Golovinski de Moscou. La zone de parc du domaine se compose d'une forêt et d'espaces de loisirs. En 2017, le parc a été réaménagé. Les étangs de Mikhalkovo ont été débarrassés des dépôts de limon et deux tours de belvédère historiques près du grand étang de Golovino ont été restaurées. Une zone de loisirs a été aménagée au bord avec des lampes en forme de boules et des bancs en forme d'hexagones. Des abris pour les oiseaux sauvages ont également été installés sur le petit étang  de Golovino. Dans le parc, des gloriettes ont été aménagées et des tables de pique-nique ont été installées au bord des étangs. Dans la zone verte, des chemins et ruelles ont été réparés, une piste cyclable de 3,5 km de long a été aménagée. Il y a trois aires de jeux pour les enfants et cinq zones sportives pour les athlètes, dont des terrains de volley-ball et de badminton.

### Parc de la vallée de la rivière Likhoborka

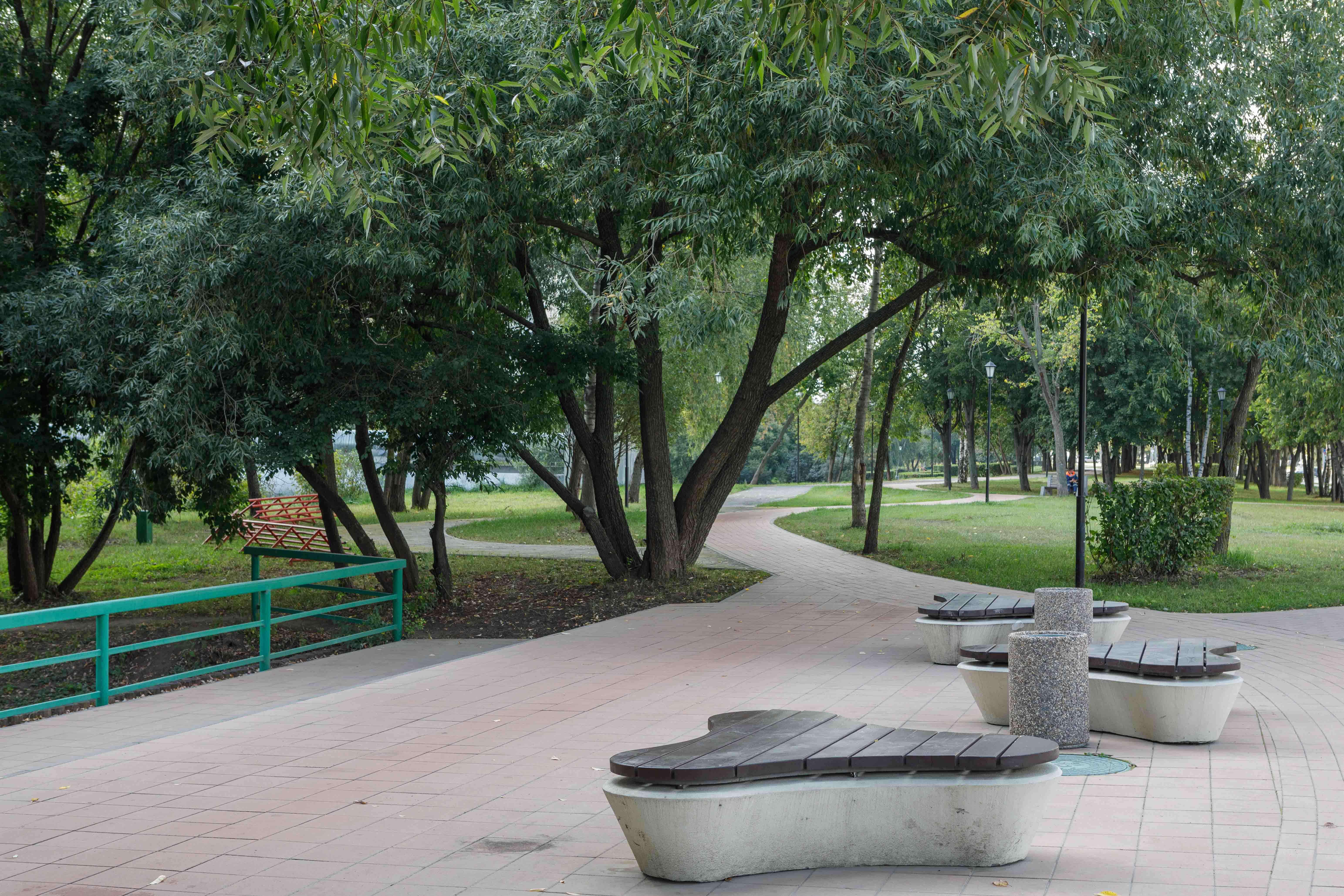
Vue du parc de la vallée de la Likhoborka.

Ce parc de 29 hectares s'étend le long de la rivière Likhoborka et du quai de la Likhoborka, du boulevard de Kronstadt au pont Likhachevsky. Cette zone abandonnée a été aménagée en 2018. Des sentiers ont été réparés ici et des plateformes d'observation en bois ont été construites près de la rivière, ainsi que deux aires d'entraînement et une aire de loisirs avec des bancs et des poufs. Dans le cadre de l'amélioration, le boulevard de Kronstadt a été aménagé en continuation de la zone piétonne du parc. Le boulevard a été équipé de nouveaux sentiers de promenade carrelés, ainsi que d'une zone de promenade pour chiens.

### Square du centre culturel de l'Onéga

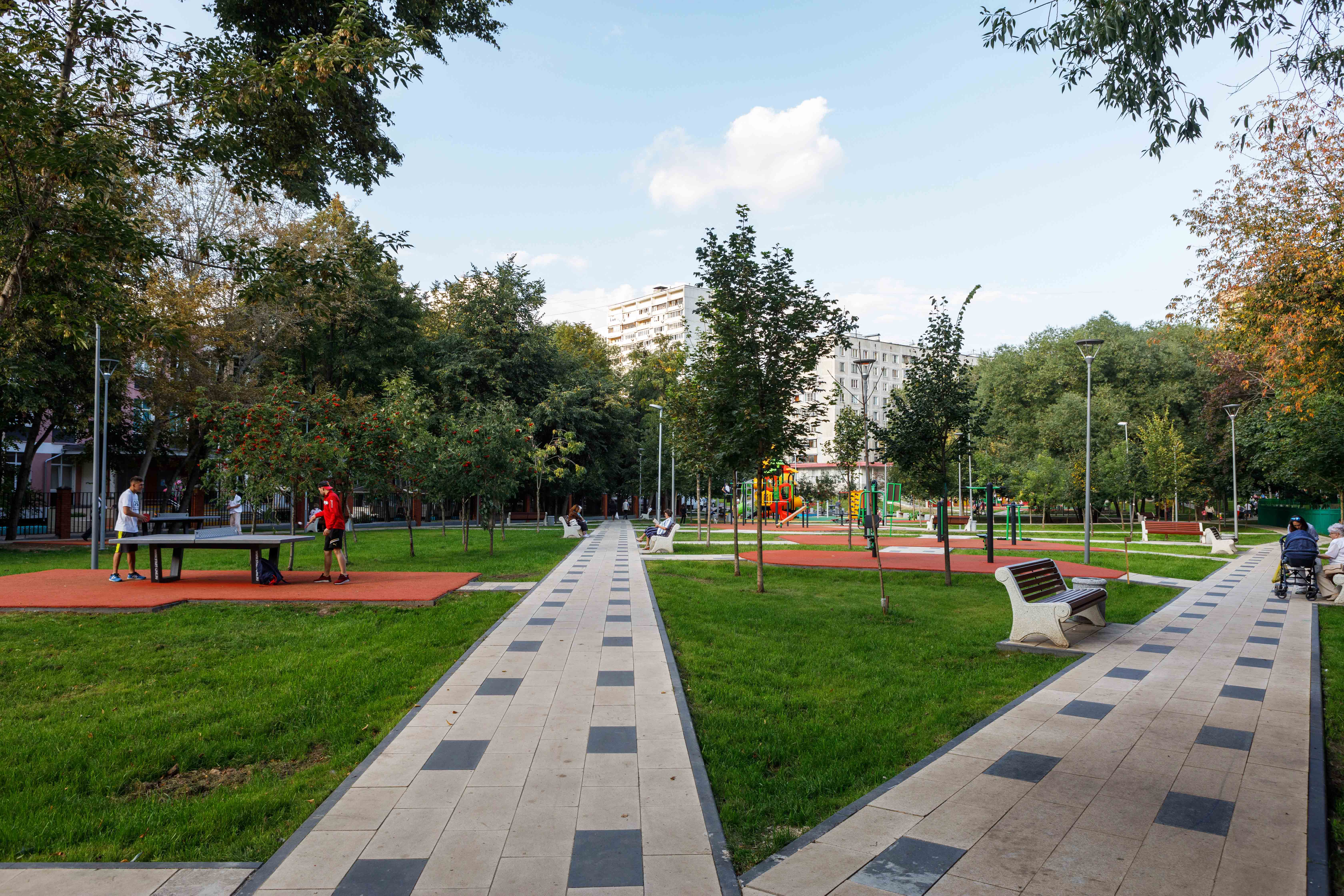
Square de l'Onéga.

Ce petit parc est situé près du centre culturel de l'Onéga au 25 rue de la Flotte (Flotskaïa oulitsa). Il a été entièrement aménagé en 2019. Des chemins avec des tuiles ont été posés ici, des sculptures topiaires, de nouveaux bancs, des poteaux d'éclairage ont été installés et, à la demande des habitants, une fontaine a été placée. Pour les enfants, il y a trois terrains de jeux dans le parc, et pour les athlètes, il y a des zones de loisirs actifs : deux zones d'entraînement avec des barres horizontales et des équipements d'exercice, des tables de ping-pong et un espace de sport intellectuel: des tables pour jouer aux échecs. Le territoire du milieu du square a également été réaménagé: la pelouse a été renouvelée ici, des arbres et des arbustes ont été plantés.

## Métro
Le district est desservi par la station Vodny stadion sur la ligne n° 2.

## Autobus
Les itinéraires des autobus suivants traversent le district:
- № 22
- № 65
- № 65к
- № 70
- № 72
- № 90
- № 123
- № 139
- № 500
- № 565
- № 594
- № 621
- № 698
- № 801